# 연천 삼곶리 돌무지무덤
연천 삼곶리 돌무지무덤(漣川 三串里 돌무지무덤)은 대한민국 경기도 연천군 중면 삼곶리, 임진강변의 발달한 계단식 충적지대에 있는 대형 돌무지무덤(적석총)이다. 1994년 4월 20일 경기도의 기념물 제146호로 지정되었다.

## 개요
임진강변의 발달한 계단식 충적지대에 있는 대형 돌무지무덤(적석총)으로 발굴조사 전에는 '방파제' 또는 '애기무덤'으로 전해왔다.
무덤을 만들기 위해서 먼저 땅을 편평하게 정리한 다음 그 위에 한두 겹의 자갈돌을 깔아 무덤터를 마련하였다. 동·서 2개의 무덤은 덧붙여지어진 쌍분으로 평면형태가 표주박형에 가깝다. 무덤 북쪽에는 제단 시설로 생각되는 무덤 지역이 있다. 덧널(곽) 안에서는 사람뼈 조각, 쇠로 만든 화살촉, 구슬들이 나왔고 그 주변에서 토기조각과 숫돌들이 발견되었다. 전체적인 무덤의 양식이나 유물로 보아 이 무덤은 백제 초기의 것으로 추정된다.
연천 삼곶리 돌무지무덤은 고대 무덤양식에 귀중한 자료를 제공해 줄 뿐만 아니라 백제의 영역을 이해하는데 있어 아주 중요한 유적이다.

## 참고 문헌
- 연천삼곶리돌무지무덤 - 국가유산청 국가유산포털